# Eparchie Kairo (Syrer)
Die Eparchie Kairo (lat.: Eparchia Cahirensis Syrorum) ist eine in Ägypten gelegene Eparchie der syrisch-katholischen Kirche mit Sitz in Kairo.
Die Eparchie Kairo wurde am 3. Dezember 1965 durch Papst Paul VI. errichtet. Seine Kathedralkirche „Unserer Lieben Frau vom Rosenkranz“ liegt im Distrikt el-Daher (el-Zaher) von Kairo und ist die älteste der drei syrischen Kirchen in Ägypten.

## Bischöfe von Kairo
- Jules-Basile Kandelaft (24. Oktober 1902 – 1. Januar 1914, gestorben)
- Basile Pierre Charles Habra (3. Dezember 1965 – 16. August 1977, gestorben)
- Basile Moussa Daoud (2. Juli 1977 – 1. Juli 1994, dann Erzbischof von Homs - Hama - Nabk)
- Clément-Joseph Hannouche (24. Juni 1995 – 9. April 2020)
- Elie Joseph Warde (seit 12. Mai 2022)